# Kraven
Kraven, o Caçador (em inglês:  Kraven the Hunter; pseudônimo de Sergei Nikolaievich Kravinoff) é um personagem de quadrinhos (banda desenhada) da Marvel Comics e um dos vilões do Homem-Aranha. Criado por Stan Lee e Steve Ditko, na maioria das vezes um vilão, mas em alguns casos um anti-herói, o personagem apareceu pela primeira vez em The Amazing Spider-Man #15, em agosto de 1964. Possui uma relação de parentesco com o Camaleão, seu meio-irmão Dmitri Smerdyakov, com quem morou na Rússia.

## História
Nascido em Stalingrado, na primeira metade do século XX, Sergei Kravinoff era membro de uma família abastada na antiga Rússia czarista. Durante a revolução bolchevique que modificou aquele país e criou a União Soviética, a família Kravinoff teve que buscar refúgio na América.
Kraven decidiu usar sua fortuna para fazer fama nos Estados Unidos e, principalmente, no Quênia, como o maior caçador da história. O Caçador estava sempre preparado para um desafio, por isso, quando o Camaleão o convidou para ir até a selva de pedra de Nova Iorque caçar sua presa mais perigosa, o Homem-Aranha, Kraven aceitou. Infelizmente, para o Caçador, a presa era mais perigosa ainda do que ele imaginava e, mesmo contando com a ajuda do próprio Camaleão, Kraven foi derrotado pelo herói aracnídeo. Esse, no entanto, foi apenas o primeiro de uma série de confrontos que viram a ocorrer entre os dois ao longo dos anos. Kraven nunca havia sido derrotado em uma caçada antes, e assim o Aranha passou a ser seu prêmio mais cobiçado.
Talvez por isso o Caçador tenha aceito uma união temporária com outros inimigos do Aranha, quando o Doutor Octopus reuniu a primeira formação do Sexteto Sinistro. Nem com a força conjunta de seis perigosos criminosos, Kraven conseguiu seu troféu.
Com o passar dos anos e a série de derrotas, Kraven começou a perceber que o principal responsável por seus fracassos com relação ao aracnídeo era mais si próprio do que do herói. Ao contrário dos demais vilões, Kraven não tinha o objetivo de ficar milionário ou dominar o mundo. Ele já tinha toda a riqueza que queria – herdada do legado dos Kravinoff – e a conquista mundial não era algo que lhe atraía. Seu único objetivo era subjugar o único espécime que o derrotara. Suas alianças com o Camaleão e o Sexteto Sinistro haviam feito com que o Caçador perdesse sua honra e, por isso, perdesse as batalhas com o Aranha.
Kraven decidiu que poderia conseguir sua redenção se conseguisse derrotar o aracnídeo de forma honrosa. Assim sendo, conseguiu atrair o herói aracnídeo para uma armadilha, cujo objetivo primordial era derrotar o herói, usurpar seu nome e ser mais eficiente do que ele. Kraven, mais impiedoso do que o habitual, conseguiu aprisionar o Aranha e, aplicando-lhe um poderoso sedativo, fez com que o herói ficasse desacordado por duas semanas. Kraven enterrou o Aranha no cemitério da mansão Kravinoff e partiu para as ruas. Durante o período em que o Aranha ficou desacordado, Kraven confeccionou uma cópia do uniforme do herói e, usando-se de poções que permitiam-no simular os poderes do Aranha, saiu combatendo o crime à sua maneira.
Quando o efeito do sedativo passou e o Aranha escapou da tumba onde se encontrava – literalmente – foi atrás do Caçador. O combate acabou não acontecendo, pois Kraven já tinha tudo planejado e criou uma distração que impedisse o Aranha de enfrentá-lo. Com seus objetivos conseguidos, ou seja, a recuperação de sua honra e a derrota do herói aracnídeo, Kraven cometeu suicídio (mais detalhes em A Última Caçada de Kraven).
Kraven morreu, mas seu legado não acabou. O Caçador teve dois filhos e todos os dois acabaram seguindo os passos do pai depois de sua morte. O primeiro deles, filho legítimo de Kraven, foi Vladimir Kravinoff, o Caçador Sinistro.

### Vladimir Kravinoff
Vladimir teve acesso ao diário do pai e concluiu que o Homem-Aranha havia sido o responsável por sua morte. Assim sendo, partiu para a América com o intuito de conseguir o que seu pai não pôde, ou seja, a morte do herói. Vlad, no entanto, não tinha nem as capacidades físicas nem a inteligência do pai e não deu muito trabalho ao Aranha na única vez que se confrontaram. Um segundo confronto não chegou a acontecer pois ele acabou sendo assassinado por Kaine.
O segundo filho de Kraven a aparecer na vida do Aranha foi Alyosha Kravinoff.

### Alyosha Kravinoff
Diferente do irmão, Alyosha havia sido criado na África e pouco conhecia o pai. Quando confrontou o Aranha pela primeira vez, ele queria apenas entender o que havia feito com que o Caçador se tornasse instável a ponto de cometer suicídio. Alyosha chegou mesmo a combater a feiticeira Calypso ao lado do Aranha. Parecia que ele seguiria um caminho diferente de seu irmão, mas, tempos depois, Alyosha voltou a atacar o aracnídeo. Seus propósitos com relação ao herói permanecem obscuros.
Além de seus filhos, Calypso, ex-amante de Kraven, uma feiticeira vodu, tentou assassinar o Aranha, em vingança ao que ele supostamente teria feito ao Caçador. Segundo Calypso, foram as sucessivas derrotas que levaram seu amante ao suicídio, portanto, a culpa por sua morte era única exclusivamente do aracnídeo. Suas tentativas, no entanto, resultaram em fracasso.
Kraven, o Caçador, também teve sua origem revisitada na Gênese de John Byrne. John praticamente conservou a origem criada por Stan Lee, sendo Kraven o único a não ter conexões com Norman Osborn.

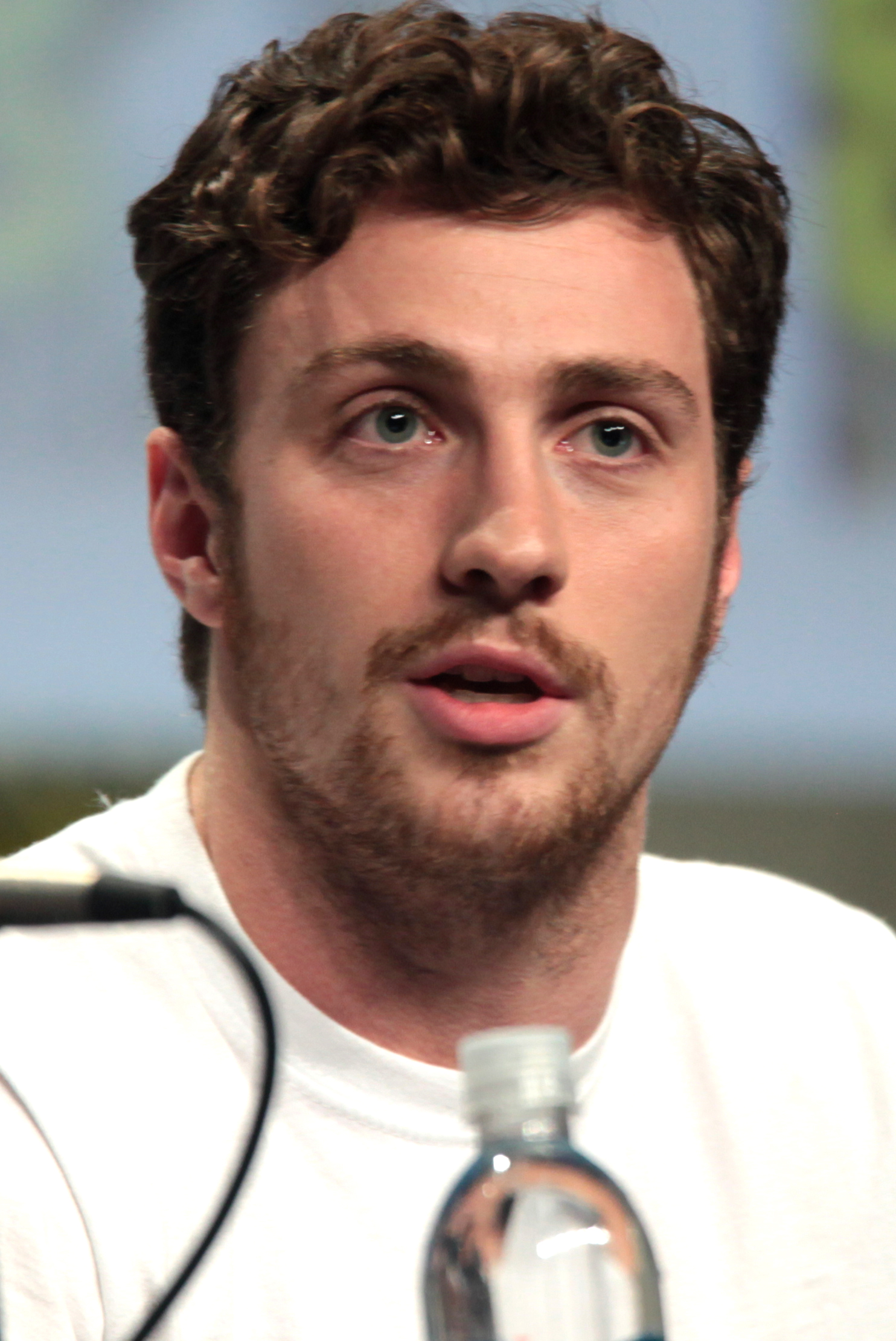
Aaron Taylor-Johnson viverá Kraven no Universo Homem-Aranha da Sony

## Em outras mídias

### Desenhos animados
- Kraven apareceu em Homem Aranha: A Série Animada de 1994, como um homem que tomou um soro que lhe deu força, agilidade e velocidade, e assim se tornou Kraven.

- Aparece como parceiro da Sabre de Prata em um episódio de Homem-Aranha: A Série, de 2003.

- Apareceu na série animada O Espetacular Homem Aranha, de 2008, na segunda temporada. No começo era um caçador que tentaria matar o Homem-Aranha, sua presa mais difícil. Como não conseguiu, pagou para o doutor Miles Warren transformá-lo em uma "fera", assim como ao Homem-Aranha.

- Aparece em Ultimate Spider-Man, de 2012, na segunda temporada, quando tentou controlar a Tigresa Branca.

### Cinema
- No final do filme Homem-Aranha: Sem Volta Para Casa, podemos ver a silhueta de Kraven, junto de outros personagens de outros universos.

- Kraven terá um filme solo no Universo Homem-Aranha da Sony,[5] onde será interpretado por Aaron Taylor-Johnson.